# Клемен Претнар
Клемен Претнар (словен. Klemen Pretnar; рођен 31. августа 1986. у Бледу, СР Словенија) професионални је словеначки хокејаш на леду који игра на позицији одбрамбеног играча.
Претнар је играчку каријеру започео у клубу Спортина Блед у свом родном граду у сезони 2002/03 у јуниорској лиги Словеније, да би потом од средине наредне сезоне прешао у сениорски састав екипе Триглава из Крања. У сезони 2009/10. прелази у редове екипе Акрони Јесеница, чланице међународне ЕБЕЛ лиге. Са Јесеничанима је у прве две сезоне освојио титуле националног првака Словеније. У сезони 2012/13. прелази у редове аустријског ЕБЕЛ лигаша Филахера. 
Први наступ за сениорску репрезентацију Словеније забележио је на светском првенству прве дивизије 2010. и од тада је редован учесник свих репрезентативних акција. Био је део националне селекције на олимпијским играма у ЗОИ 2014. у Сочију где је одиграо свих пет утакмица (Словенија освојила 7. место).